# Odbavovací strojek

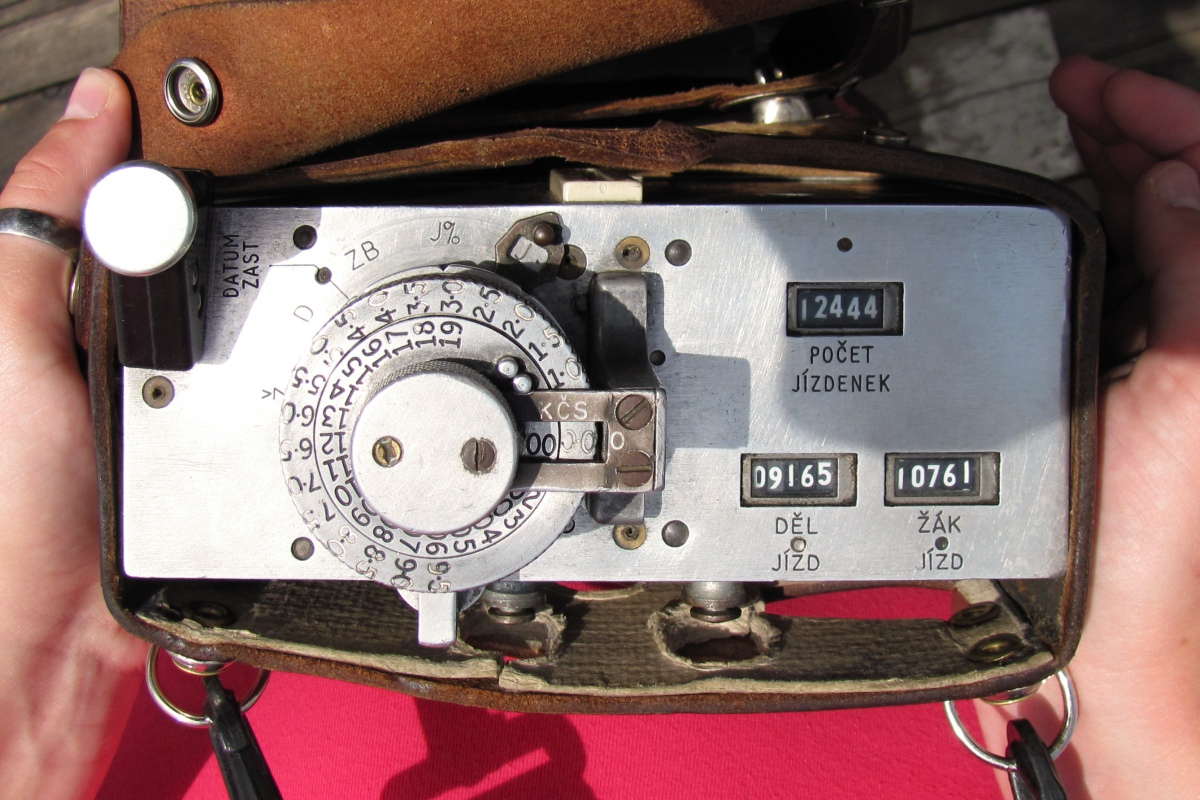
Strojek pro výdej jízdenek Setright

Odbavovací strojek (strojek pro výdej jízdenek) je mechanické zařízení obsluhované pracovníkem dopravce a určené k tisku jízdenek nebo obdobných dokladů, které zároveň sčítá množství přijatých peněz, počet vydaných jízdenek, případně další údaje.
V Československu byly masově používány strojky značky Setright zejména pro výdej jízdenek řidiči v regionálních a dálkových autobusech ČSAD. Používaly se ale i například v lodní dopravě (na Vltavě, na Brněnské přehradě) a ojediněle i například k výdeji vstupenek (například Koněpruské jeskyně či jezero Lhota).
Předchůdci jízdenek z odbavovacích strojků byly různé typy bločkových jízdenek. Od 90. let 20. století byly odbavovací strojky vesměs nahrazeny přenosnými elektronickými odbavovacími terminály.

## Výrobci a značky
- Strojky Setright z Británie se plošně používaly zejména v Československu a Německé demokratické republice; ve Velké Británii je používali dva z významnějších dálkových dopravců. Oproti jiným strojkům jim chyběly některé údaje (rok a čas vydání, linka, cílová zastávka, vzdálenost), ale byly považovány za spolehlivější než některé jiné značky. Starší typy tiskly na vložené kartičky, novější typy na pás odvíjený z roličky. Duplikát záznamů strojky nepořizovaly, mechanická počitadla   sčítala počty jízdenek podle druhů a přijatou tržbu.
- Strojky TIM v téže době navíc dokázaly tisknout na jízdenky i rok, linku a případně čas, ale neumožňovaly potisknout vloženou kartičku.  V ČSAD se nepoužívaly.[1]
- Švédské strojky Almex také tiskly na jízdenky i rok. Stejně jako strojky Setright dokázaly potisknout i vloženou kartičku. Strojky Almex měly uvnitř druhou pásku, na kterou zaznamenávaly „kopii“ vydaných jízdenek, tedy cenu a druh jízdného, nástupní zastávku a číslo jízdenky. V ČSAD se tyto strojky ve větší míře nepoužívaly.[1][2]
- AEG ve 30. letech uvedla na trh mechanický výdejní strojek „AEG-Drucker“ typu „KAD“ neboli „PRZ9“. Ve druhé polovině 20. století byl tento strojek v autobusech nejrozšířenějším typem. V 80. letech AEG přešlo na výrobu elektronických tiskáren jízdenek.[2]
- Beckson dodával mechanické strojky pouze do Nizozemska.[2]
- Compagnie d'Ateliers Mecaniques de Precision (CAMP) byl francouzský výrobce mechanických strojků na výdej jízdenek a označovacích strojků.[2]
- Gibson typ A14 byl nástupcem strojků TIM, z nichž ve velké míře vycházel. Byly nasazeny v městské dopravě Londýna a Melbourne. V Mnichově byly v provozu testovány.